# Lars Sonck
Lars Eliel Sonck (Kelviå, 10 de agosto de 1870 - Helsinki, 14 de marzo de 1956) fue uno de los arquitectos finlandeses más conocidos y prolíficos. Se graduó en el Universidad Politécnica de Helsinki en 1894 e inmediatamente ganó un importante concurso de diseño para una iglesia en Turku, la iglesia de San Miguel, por delante de muchos arquitectos establecidos. La iglesia fue diseñada en el estilo neogótico dominante. Sin embargo, el estilo de Sonck pronto pasaría por un cambio drástico, en dirección al Art Nouveau y al Romanticismo Nacional que se movía por Europa a fines del siglo XIX. Durante la década de 1920, Sonck también diseñaría varios edificios en el estilo emergente del clasicismo nórdico.
Recibió el título de profesor en 1921 y fue nombrado primer miembro honorario de la Asociación Finlandesa de Arquitectos en 1930.

## Biografía
Lars Eliel Sonck creció en la parroquia de Finström en Åland, donde su padre era pastor. A la edad de 16 años, Sonck ingresó en la escuela secundaria en Turku, cuyo curso duró dos años. Inmediatamente después, se graduó como constructor en la Escuela Industrial de Turku, también en dos años, e inmediatamente solicitó el ingreso en la Universidad Politécnica de Helsinki. Después de estudiar tecnología de construcción y arquitectura durante ocho años, se graduó como arquitecto en 1894.
El primer éxito de Sonck llegó incluso antes de graduarse como arquitecto, cuando a los 23 años ganó el concurso de planificación para la iglesia de San Miguel en Turku.
Su estilo era personal y difícilmente puede incluirse en alguno de los muchos ismos historicistas entonces en boga. Tenía características del Art Nouveau , pero a menudo mostraba elementos románicos, góticas o de la tradición nacional, sin ser nunca sobrecargado. El estilo dominante a principios del siglo XX, el romanticismo nacional, dio paso a un neoclasicismo alrededor de 1920. Esto se puede ver claramente en los edificios de Sonck a partir de la década de 1920.
Lars Sonck, que no estaba casado, fue enterrado entre dos cipreses en la esquina del cementerio de Finström en Åland. Su urna fue enterrada por el párroco Valdemar Nyman en Finström a fines del verano de 1956. Se erigió una piedra natural sobre la tierra.

## Arquitectura y urbanismo

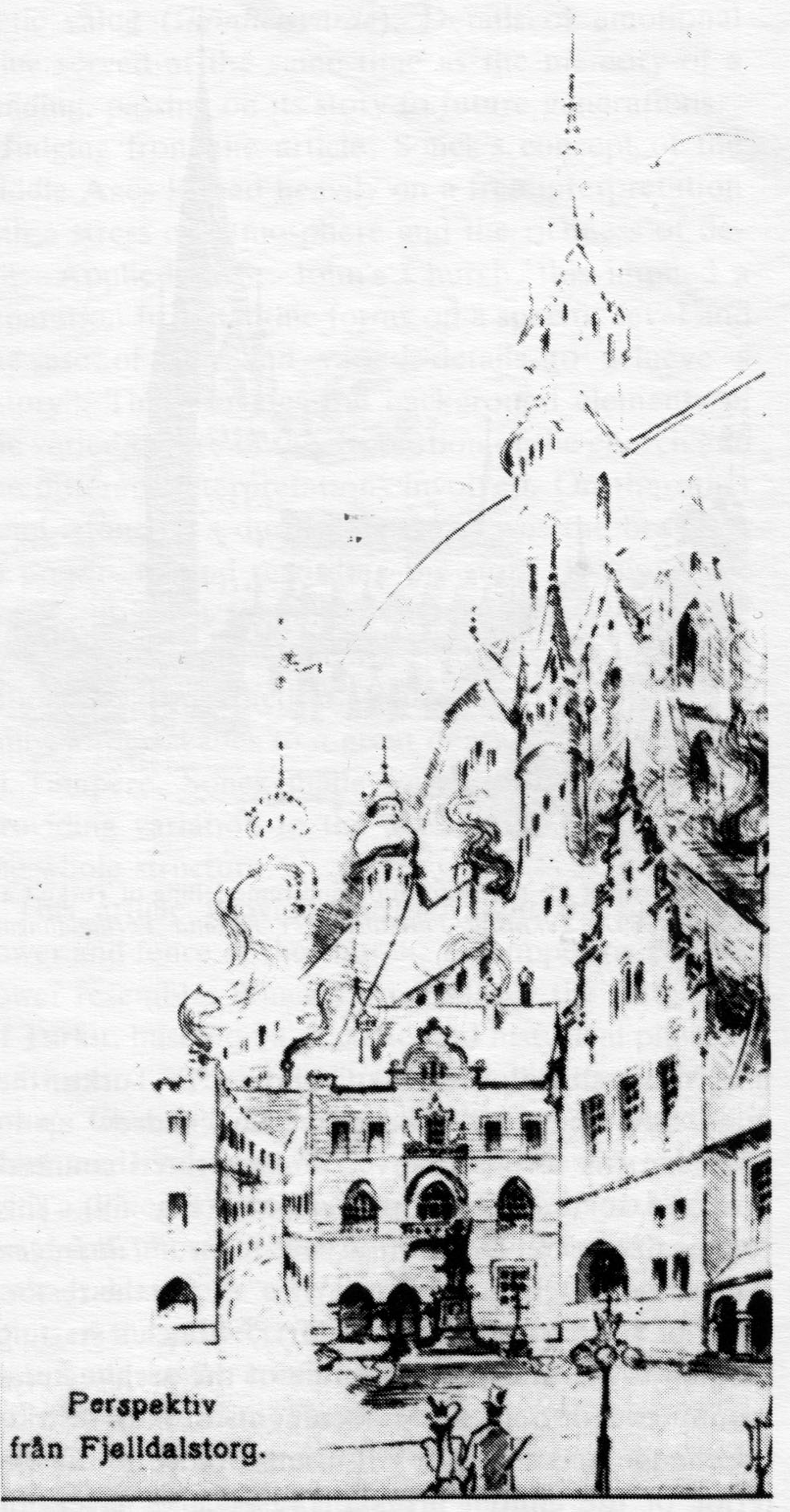
Dibujo de concurso de Töölö, Helsinki, Lars Sonck (1899)

Una figura destacada en la búsqueda en Finlandia de la identidad arquitectónica —en un período en el que Finlandia era un Gran Ducado bajo el control de Rusia y los políticos, intelectuales y artistas finlandeses estaban definiendo una identidad nacional distinta— Sonck desempeñó un papel de liderazgo en el desarrollo del Romanticismo Nacional, junto con otros arquitectos como Herman Gesellius, Armas Lindgren y Eliel Saarinen. Este estilo de arquitectura a menudo se ve como parte del estilo Art Nouveau o Jugendstil, pero muestra influencias de la arquitectura románica, así como elementos tomados de la tradición histórica finlandesa deconstrucciones medievales de piedra y arquitectura residencial de madera. Entre las obras conocidas de Sonck en estilo neorrománico están la iglesia del Kallio, en Helsinki (1912) y Kultaranta, la residencia oficial de verano del presidente de Finlandia en Naantali (1916); en el estilo Jugendstil están la catedral de Tampere (1907), el Hospital Eira, en Helsinki (1905) y "Ainola"(1903), la casa familiar del compositor Jean Sibelius en Järvenpää; en el estilo del clasicismo nórdico son los bloques de viviendas en la calle Museokatu, en Töölö, Helsinki (c. 1920) y la iglesia Mikael Agricola, Helsinki (1935).
Sonck también participó activamente en el debate sobre la teoría de la planificación de la ciudad, entre las pintorescas teorías del teórico austríaco Camillo Sitte y del austríaco Otto Wagner. Sonck favoreció el enfoque anterior. El debate llegó a un punto crítico en Finlandia en el primer concurso de diseño urbanístico en 1898-1900 para el distrito de Töölö de Helsinki. Se distinguieron tres propuestas: primer premio a Gustaf Nyström, segundo premio a Lars Sonck y tercer premio a una participación conjunta de Sonck, Bertil Jung y Valter Thomé. Un fantástico boceto de la propuesta en el concurso de Sonck da una indicación de las imágenes que buscaba, inspiradas en sus viajes a Alemania. El historiador Pekka Korvenmaa señala que el tema principal era la creación de la atmósfera de los entornos urbanos medievales; Sonck diseñó luego una propuesta similar en 1904 para reorganizar los alrededores inmediatos de la iglesia de San Miguel en Helsinki, con numerosos edificios con espirales "fantásticas". En el concurso de Töölö, sin decidir qué propuesta abordar,  el Ayuntamiento solicitó a los ganadores de los premios que presentaran nuevas propuestas. Cuando eso llevó a un mayor estancamiento, Nyström y Sonck fueron comisionados para trabajar juntos en el plan final que combinó la espaciosa red de calles de Nyström y elementos de los detalles pintorescos de Sonck. El plan final (1916) bajo la dirección de Jung, hizo que el esquema fuera más uniforme, mientras que la arquitectura se considera típica del estilo del clasicismo nórdico. Una calle típica del plan es la de Museokatu, con líneas altas de edificios en el estilo sobrio del clasicismo nórdico a lo largo de una línea curva de la calle, diseñada por Sonck. Un nuevo bulevar arbolado aún más amplio fue el de Helsinginkatu, que se abrió a través del distrito de la clase trabajadora de Kallio, primero esbozado en 1887 por Sonck.

## = Obras de Lars Sonck
Durante más de 40 años, Sonck realizó los proyectos para una gran cantidad de edificios famosos en Finlandia, incluidos los siguientes lugares:
- Tampere

- Catedral de Tampere y
- Casa comercial en Kauppakatu 6.

- Helsinki

- Iglesia Berghälls
- Banco privado
- Hospital Eira
- Casa de la asociación telefónica.
- Casa de la asociación hipotecaria.
- Börshuset
- Centrales telefónicas en Tölö y Berghäll.
- Edificio comercial en Skillnaden
- Hotel de playa en Brändö
- Warrantmagasinet en Skatudden
- Iglesia Mikael Agricola
- Edificio comercial y residencial Arena en la plaza Hagnäs
- Patio de Centraltryckeriet en Boulevardsgatan
- Edificio residencial en Fabriksgatan 13
- Iglesia Metodista Episcopal Finlandesa en Fredrikstorget
- Edificio residencial en Vasagatan 4
- Complejo residencial en Vallgård

- Mariehamn

- Depósito aduanero en el puerto occidental
- Casa de la torre en Norragatan 24
- Casa en Östra Esplanadgatan 24
- Varios edificios pertenecientes al establecimiento de baño de Mariehamn, aunque hoy solo el pabellón de Doktorsvillan y Åländska Segelsällskapet permanece como un recordatorio de la era de Badhus en Mariehamn.
- Iglesia de Mariehamn
- Ayuntamiento de Mariehamn
- Escuela de navegación
- Capilla funeraria
- Casa de la ciudad
- Villa Skogshyddan en Södragatan

- Otros lugares

- Casa del gerente de la fábrica en el área de la fábrica de vidrio de Iittala en Häme (ahora ayuntamiento de Kalvola)
- Residencia de verano del presidente de Finlandia, Gullranda, en Naantali, incluida la residencia del conserje y el pabellón de música
- Capilla de la tumba de Alfred Kordelin en el antiguo cementerio de Raumo
- Samlyceum sueco de Kristinestad
- Edificio del sanatorio y residencia del médico en Hyvinge
- Capilla de Sankt Jakob junto a Viksberg en Pemar
- Oficina central de Rikkihappotehda en Lappeenranta
- Lignellska Huset en Bulevarden 20 en Hanko
- Casino y Lovisa
- Iglesia de San Miguel en Turku
- Escuela primaria para hijos de empleados en Kymmene Ab (ahora la granja en Kuusankoski )
- Edificio de la sala de espera en Degerby en Föglö en Åland
- Torre de agua en Jakobstad
- Varias villas, en Espoo, Finström, Grankulla, Gustavs, Kuopio, Kirkkonummi, Pojo, Tornio, Viitasaari
- Ainola en Träskända, casa de Jean Sibelius
- Villa Cooper en Träskända
- Villa Marholmen en Norrtälje

También reconstruyó la mansión de Sjögård en Pernåviken en Uusimaa y renovó la Iglesia Kimito, e hizo contribuciones significativas como arquitecto del plan de la ciudad. En Tampere, en la ladera de Pyynikkiåsen, el plan de la ciudad para el área fue elaborado por Lars Sonck en 1902. Se confirmó cinco años después. También participó en los planes de la ciudad para el área residencial de Brändö y el área residencial de Alberga.

## Galería de las obras de Lars Sonck

Edificios religiosos
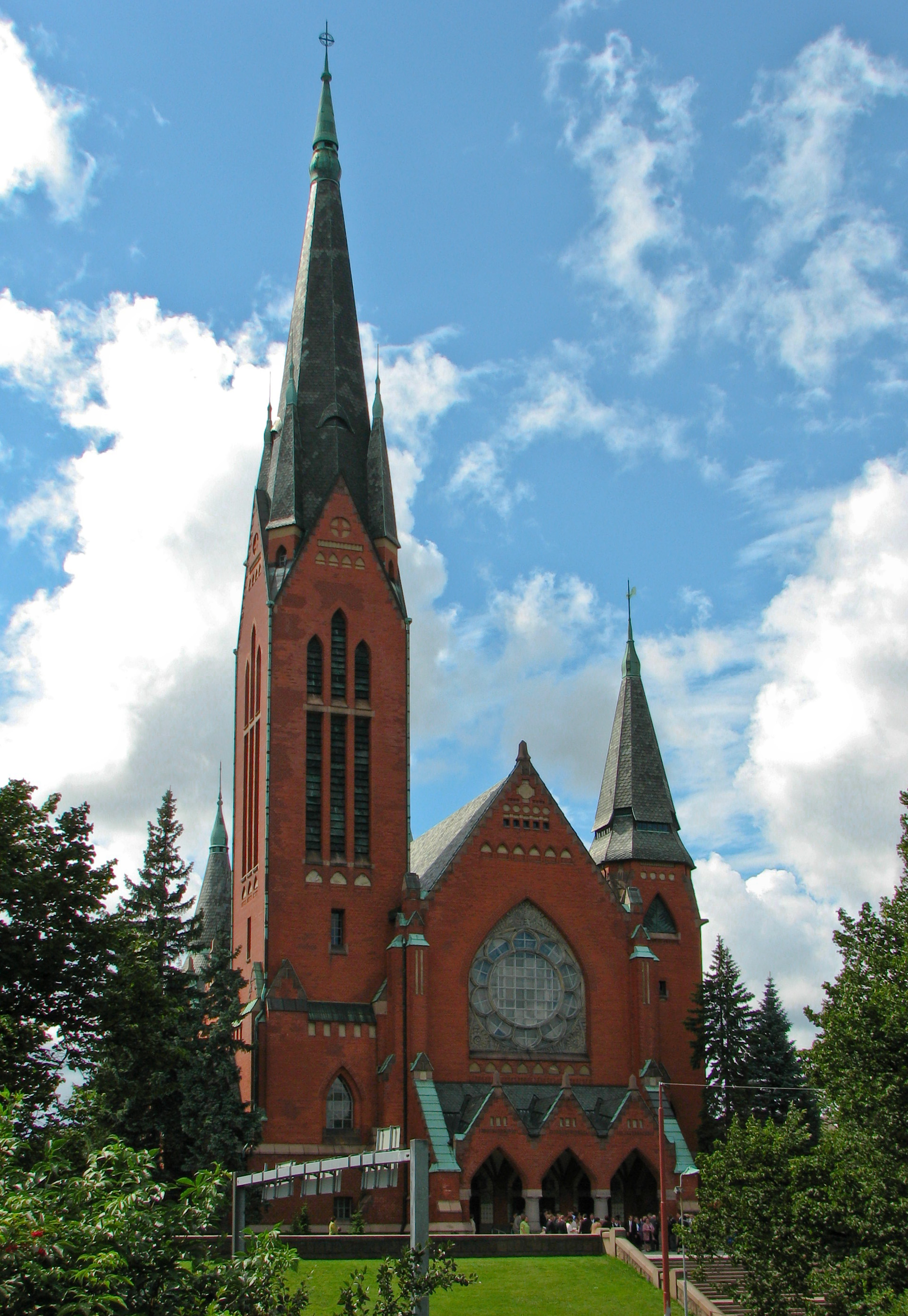
Iglesia de San Miguel (1899-1905)
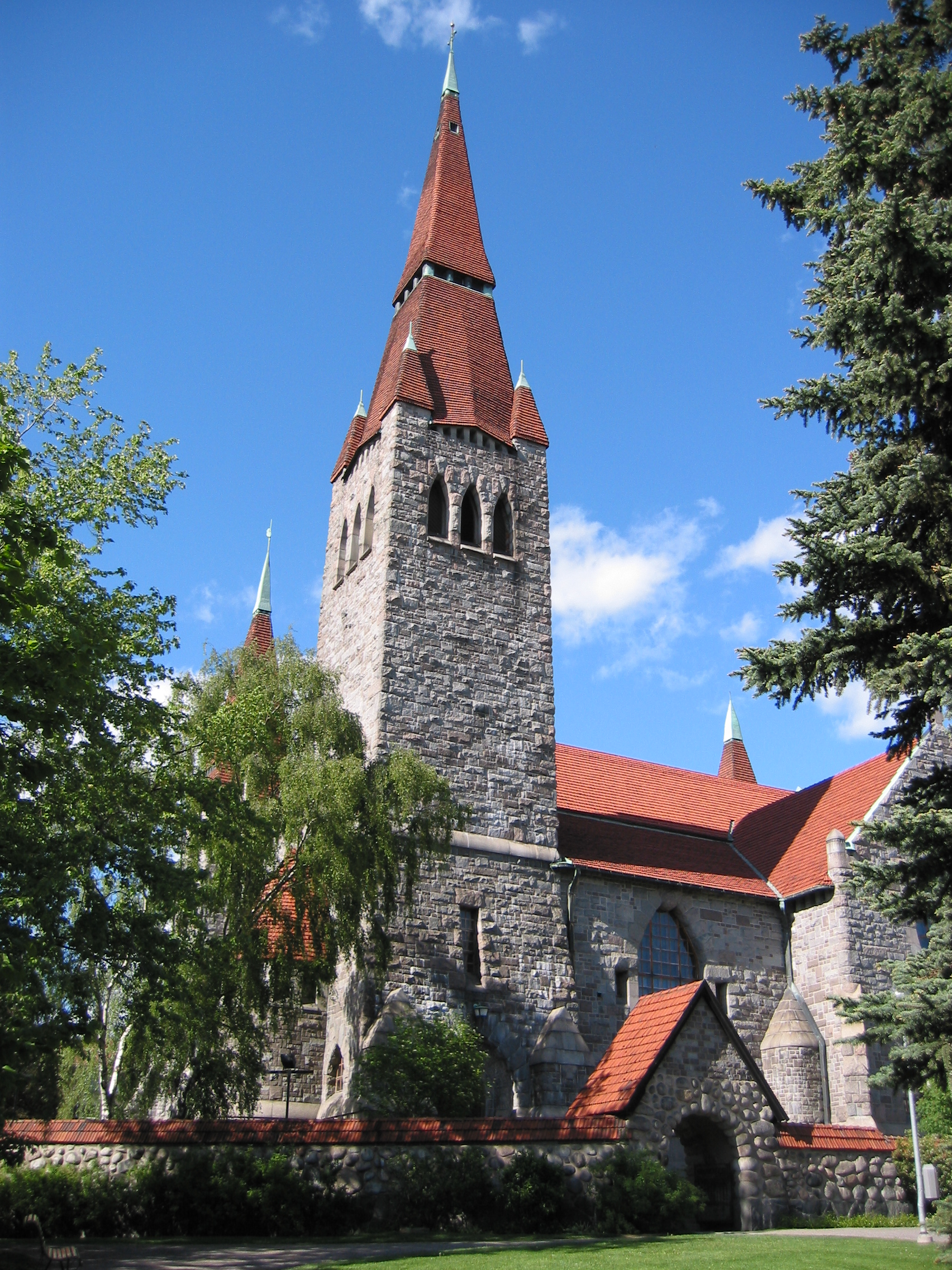
Catedral de Tampere (1902-1907)
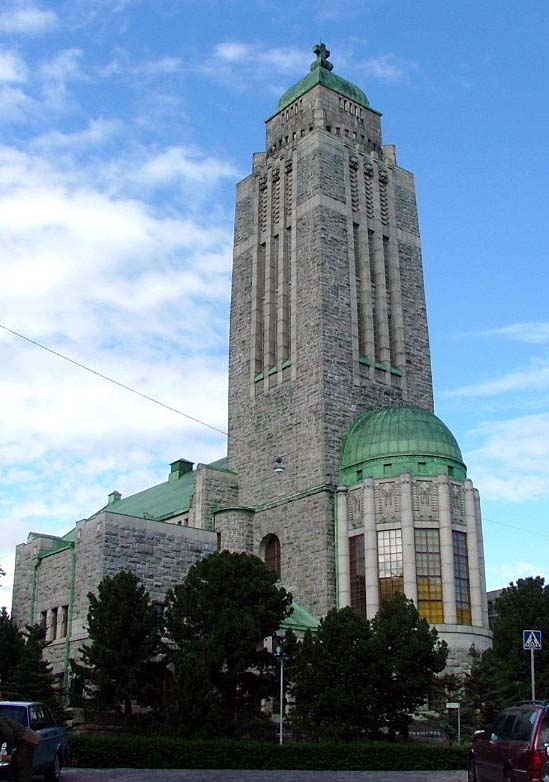
Iglesia del Kallio en Helsinki (1908-1912)
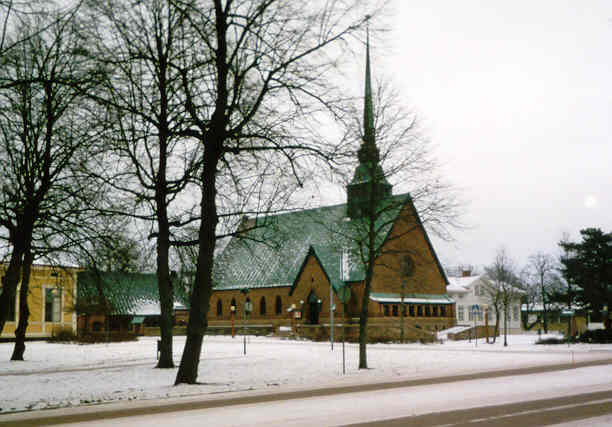
Iglesia de San Jorge en Mariehamn (1929)
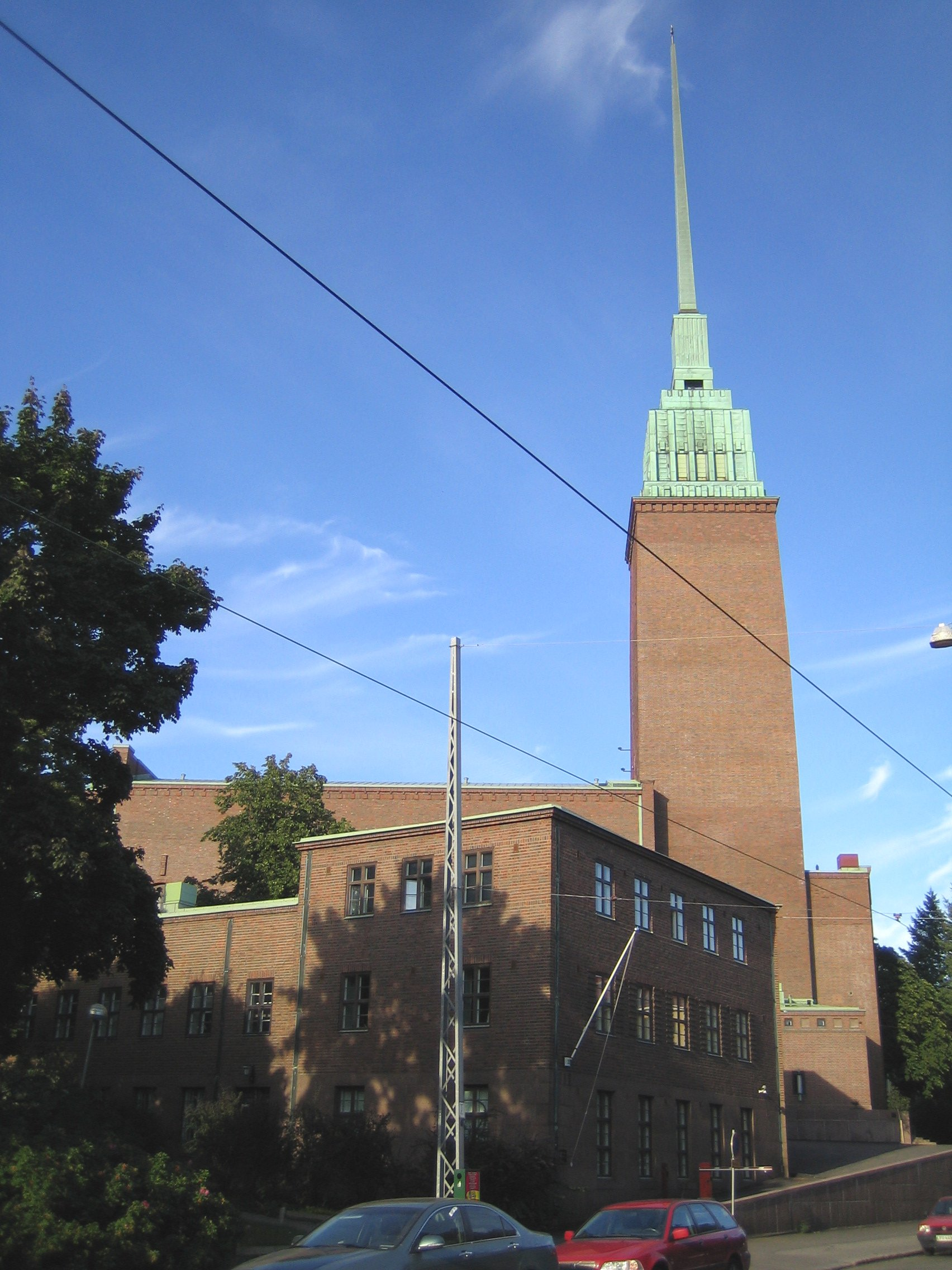
Iglesia de San Miguel Agricola, Helsinki (1935)

Edificios institucionales
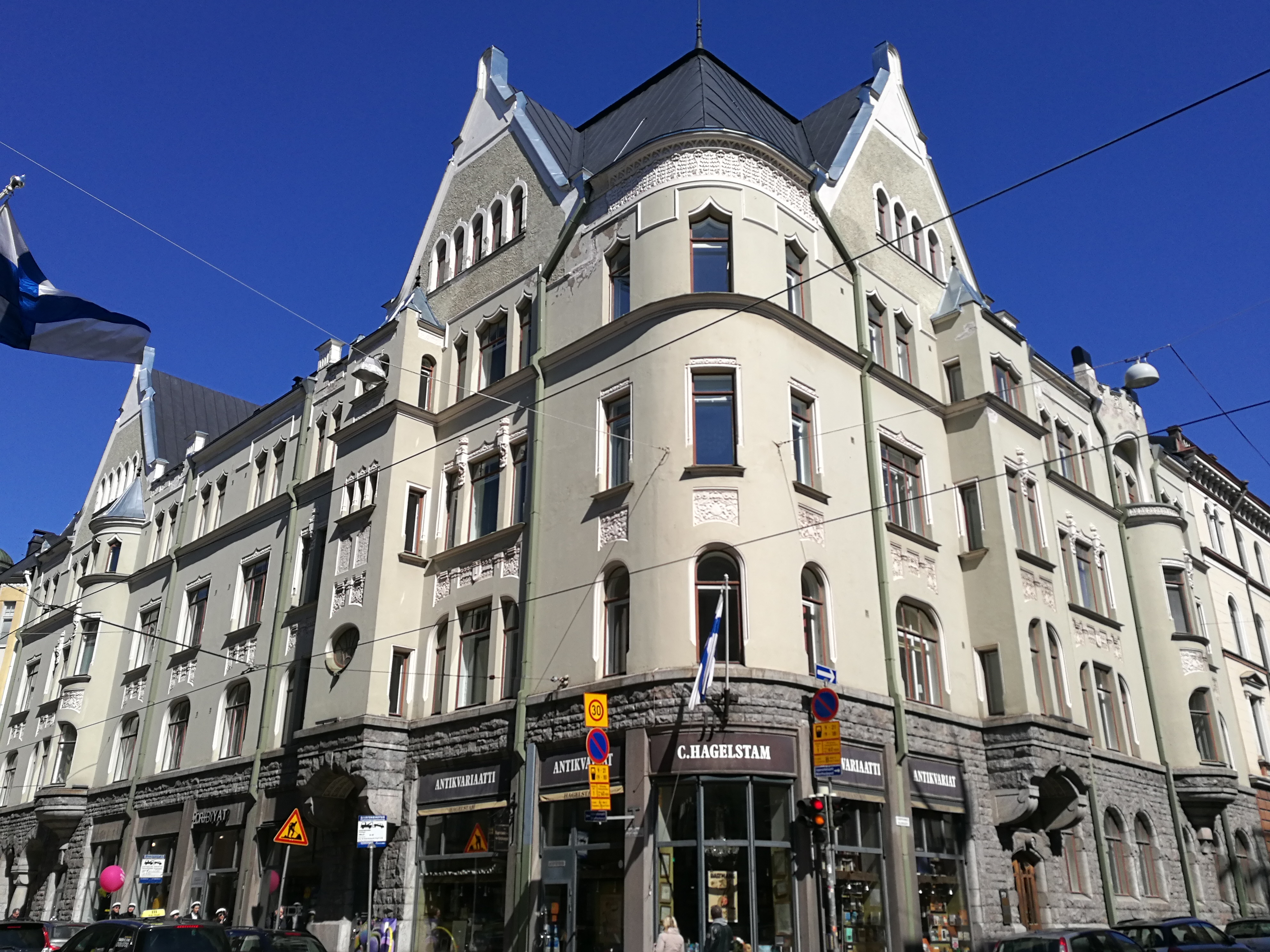
Uudenmaankatu 25 / Frederikinkatu 35, Helsinki (1900)
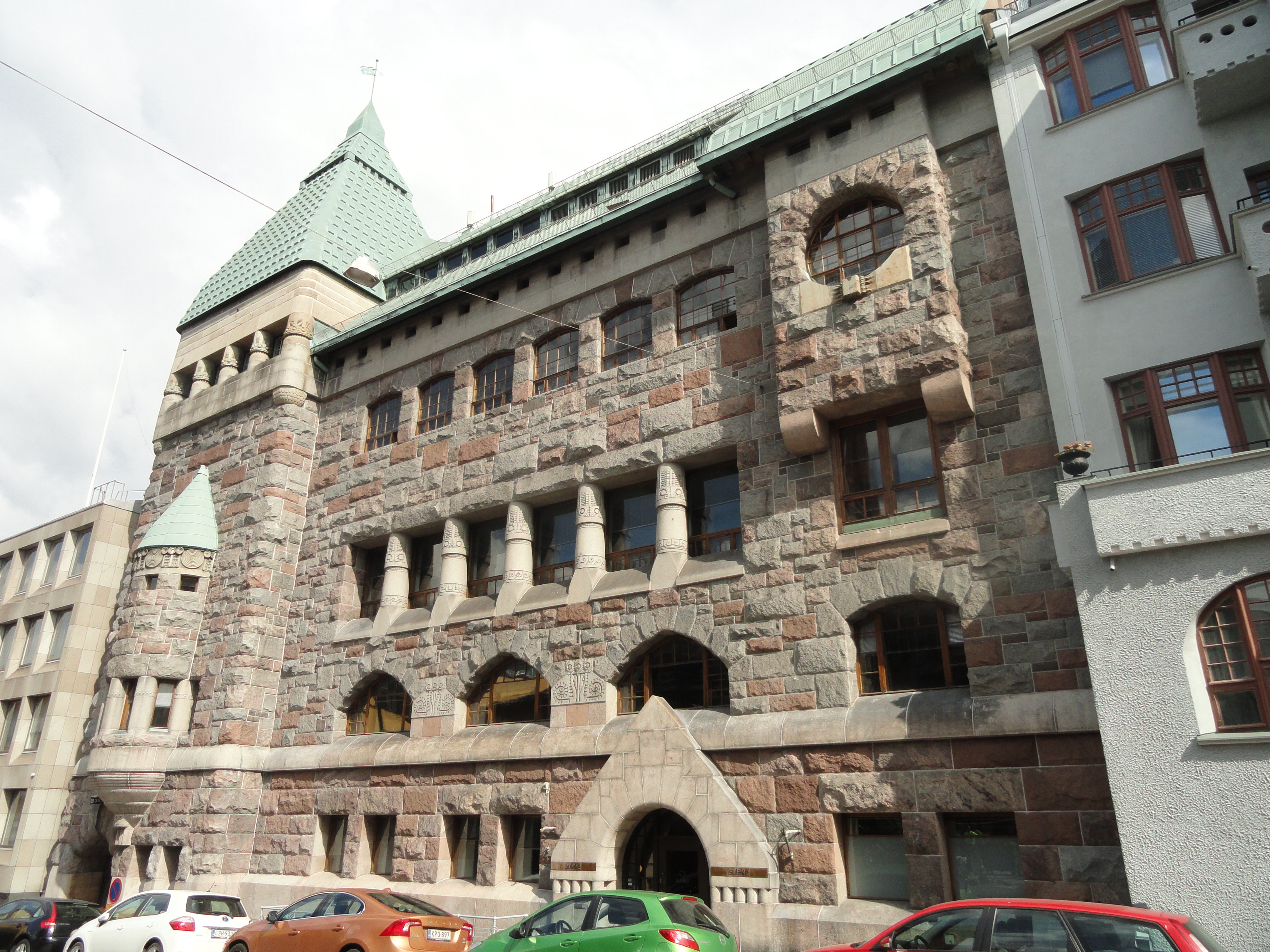
Sede de la Helsinki Telephone Association (1903-1907)
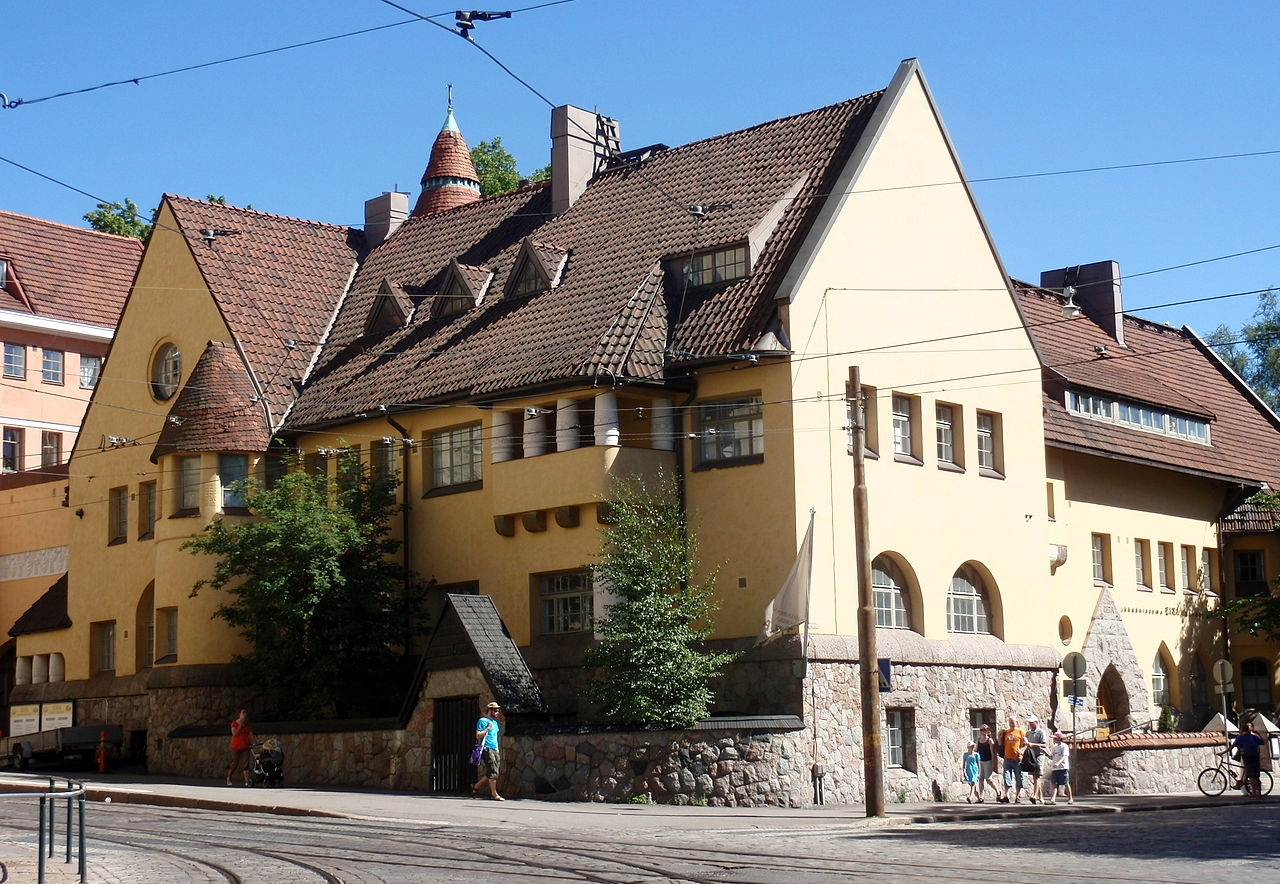
Eira Hospital, Helsinki (1905)
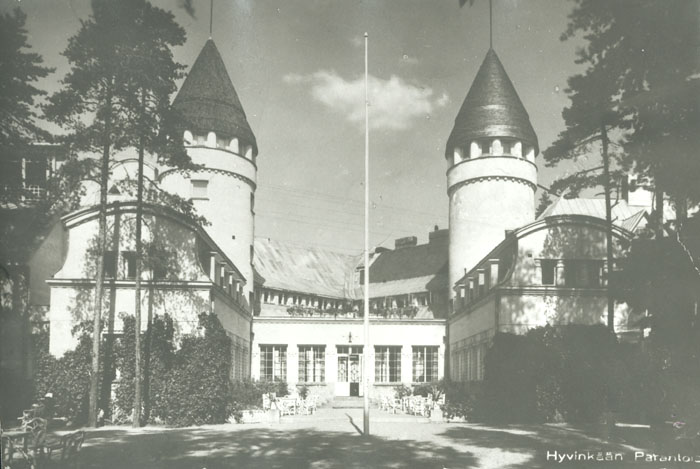
Sanatorio Hyvinkää (1906), destruido en gran parte en la Guerra de Invierno
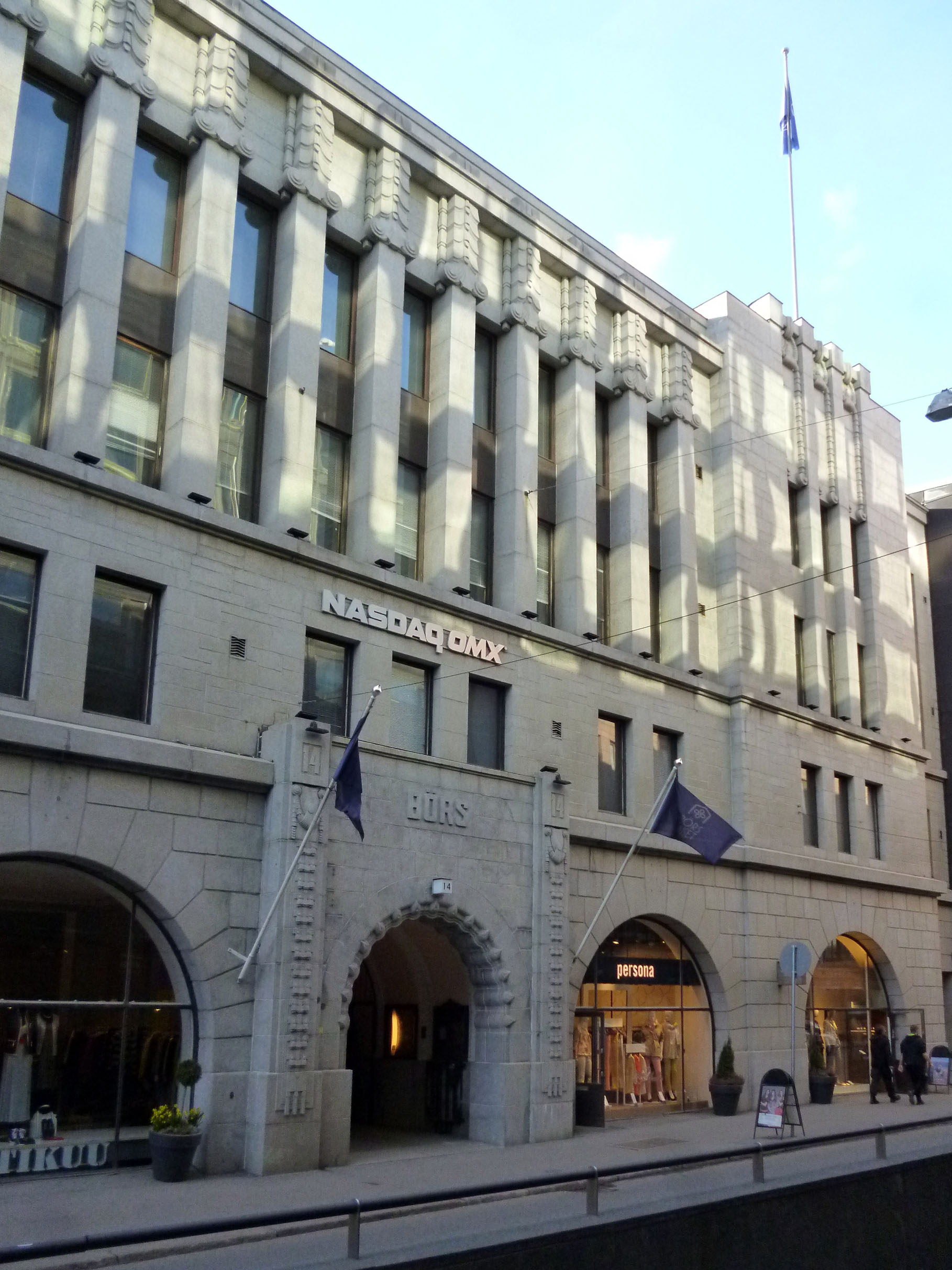
Helsinki Stock Exchange (1911)
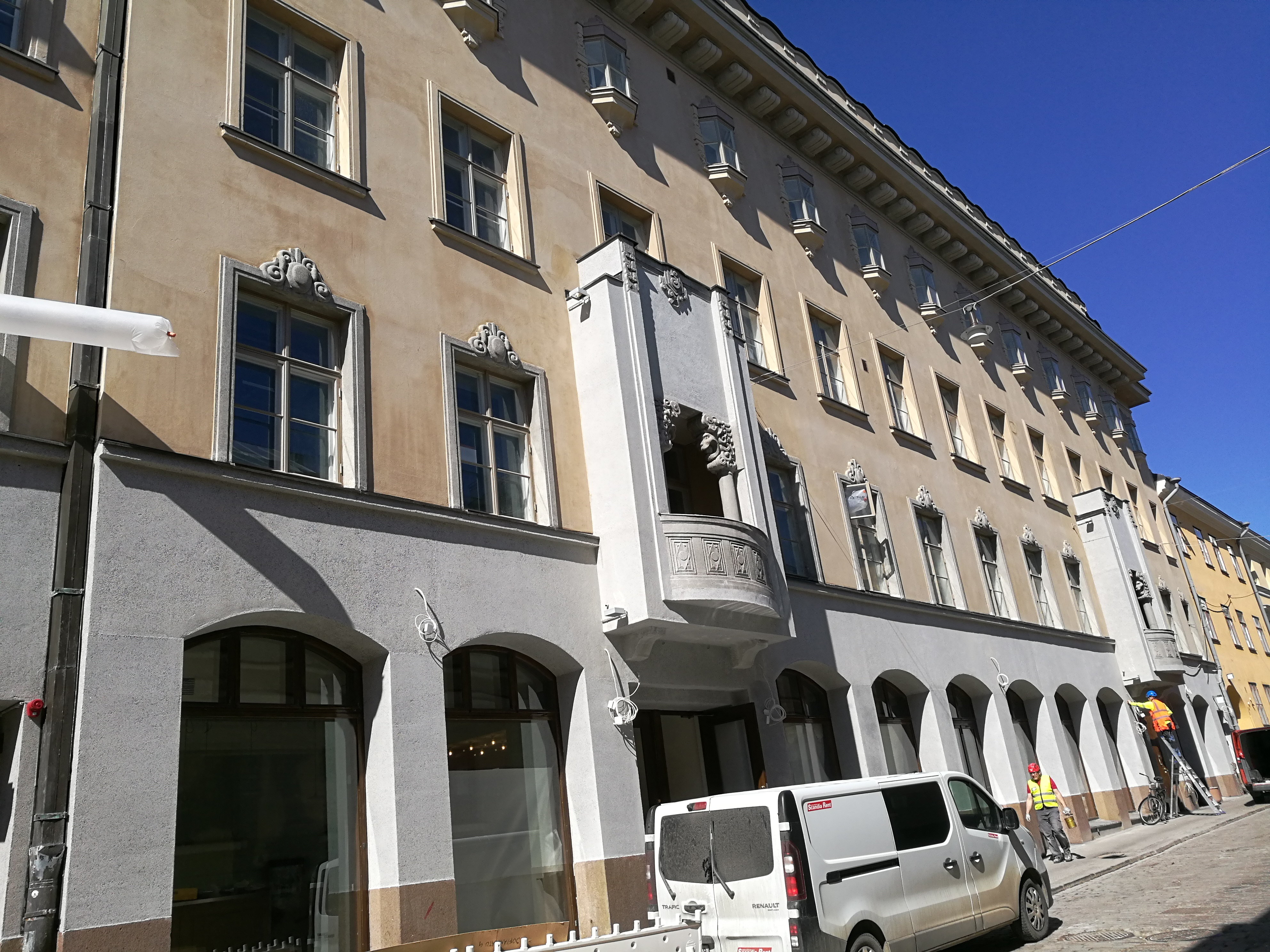
Former Helsinki City Museum building (Sofiankatu 4, 1913)
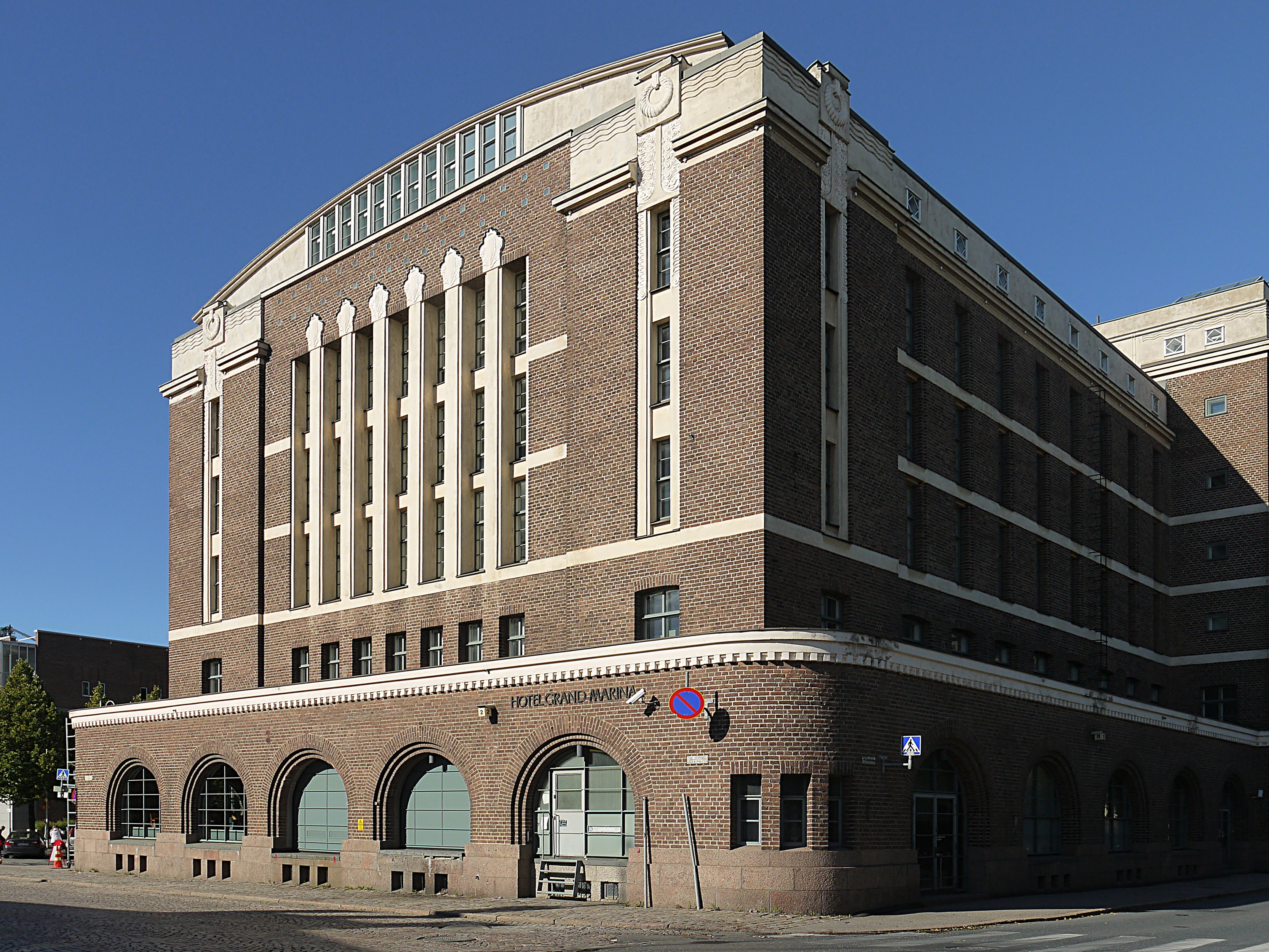
Hotel Grand Marina, Helsinki (1913)

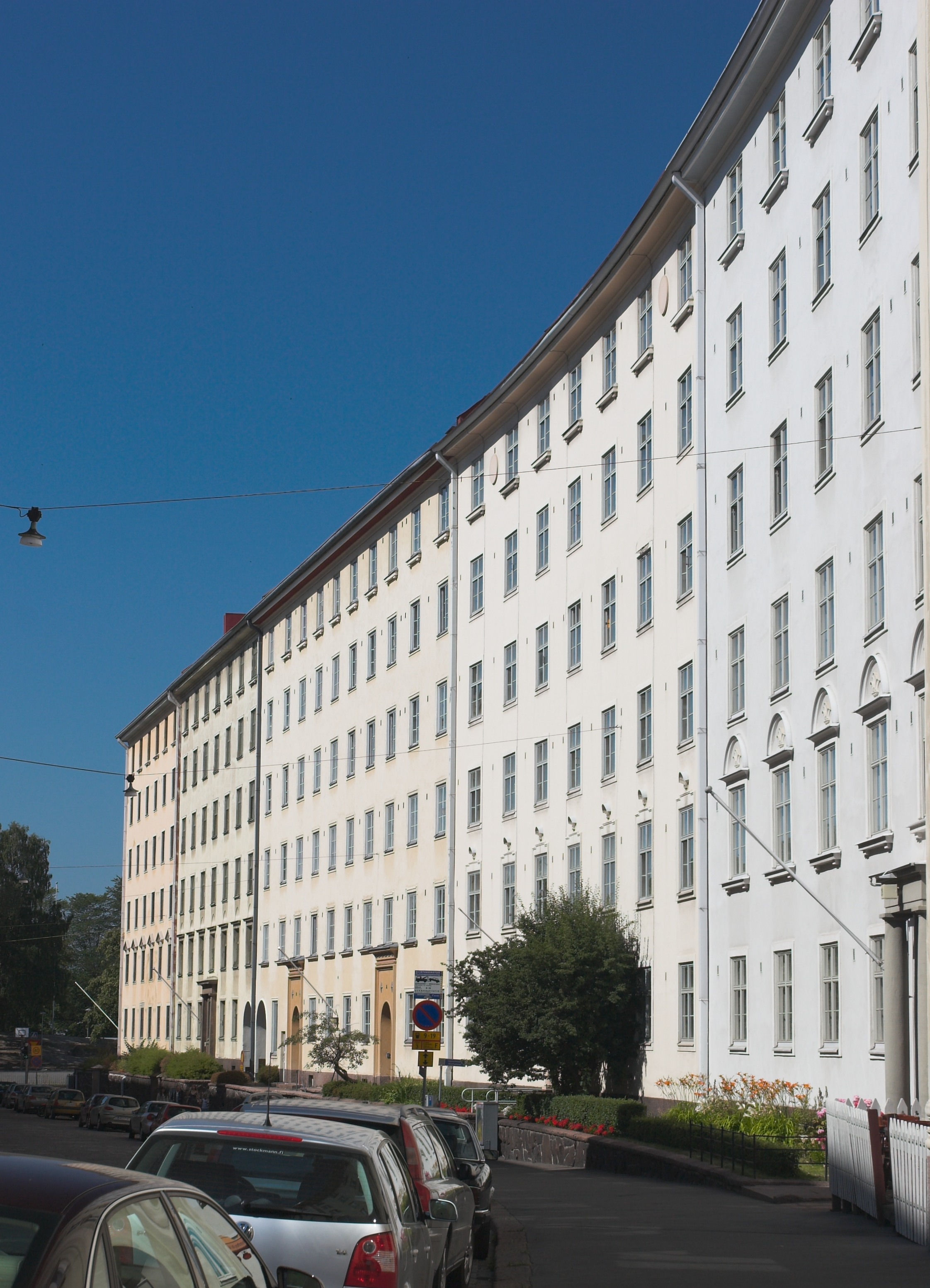
Calle Museokatu, Töölö, Helsinki (1920)
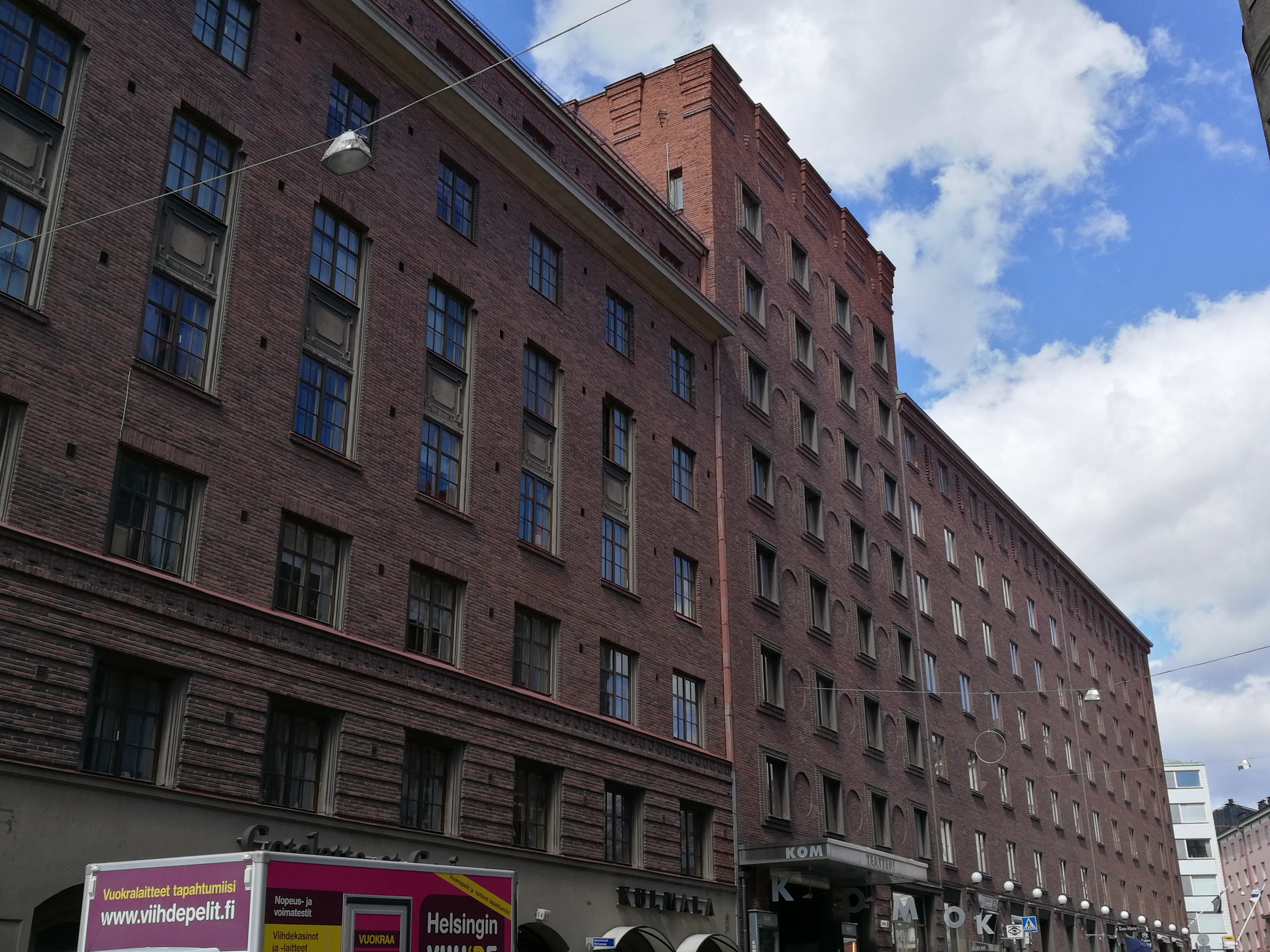
Tehtaankatu 11-13, Helsinki (1925-1929)
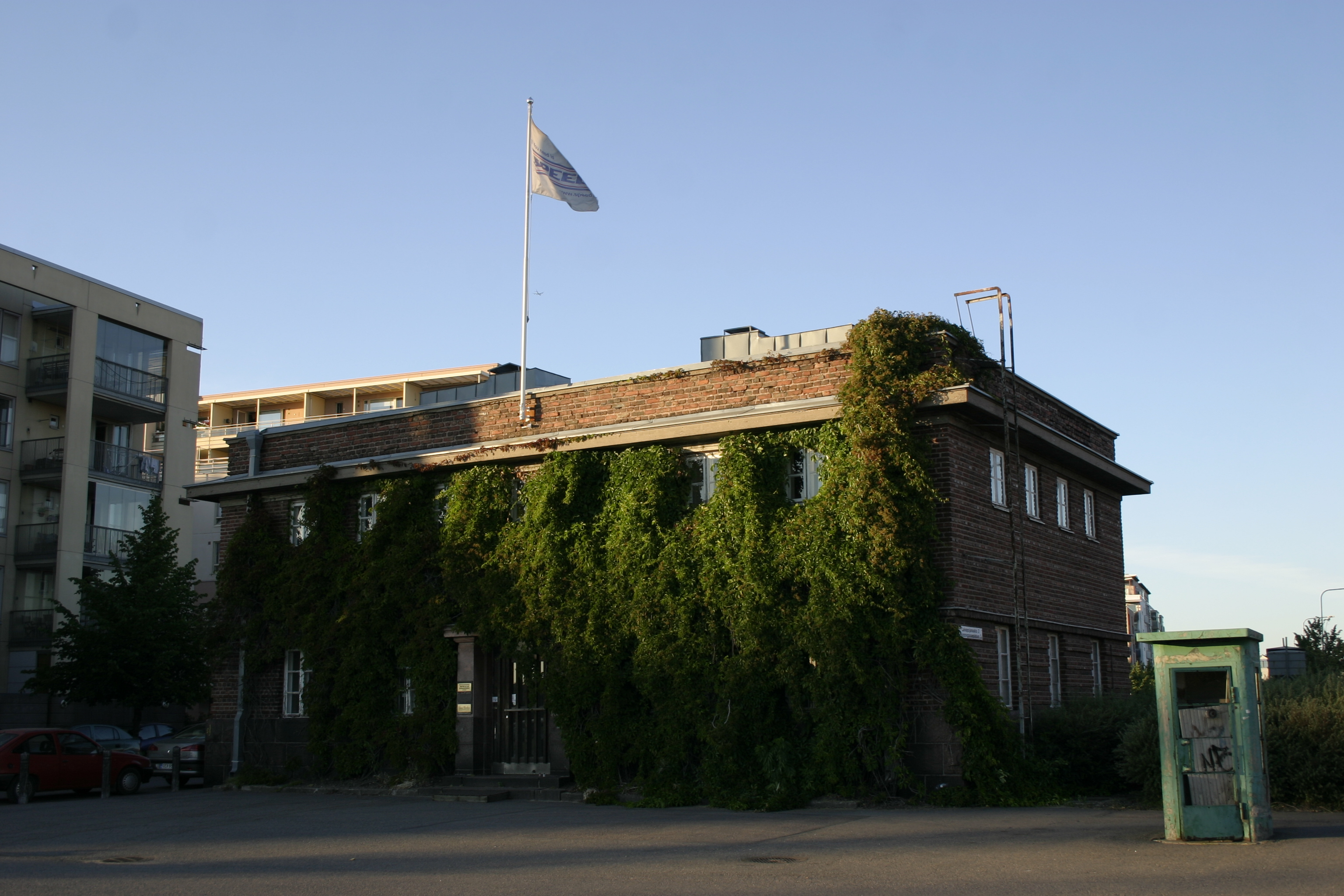
Edificio de la administración del puerto (dibujado en 1929) en Jätkäsaari en Helsinki
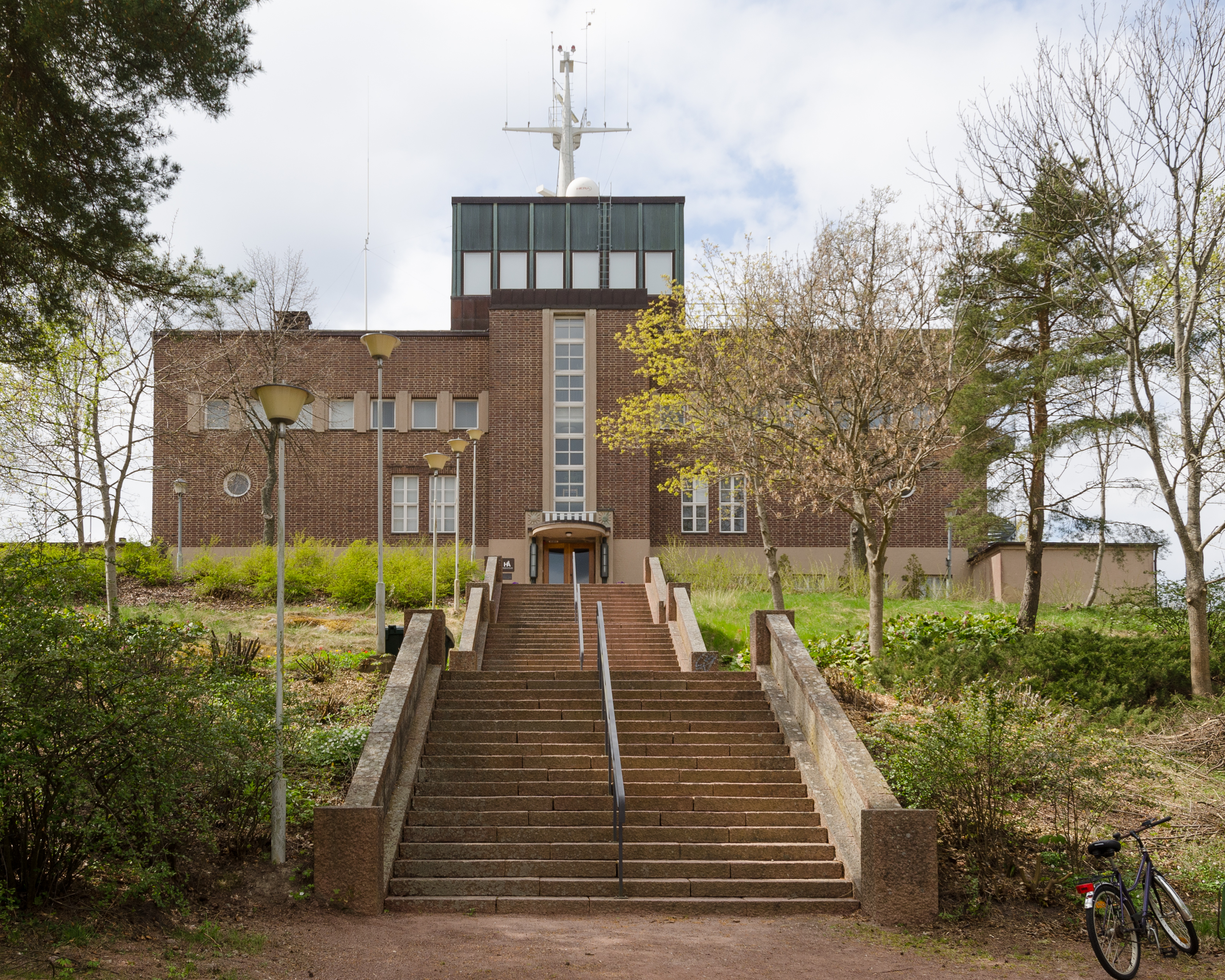
Escuela de navegación en Mariehamn (1937-1938)
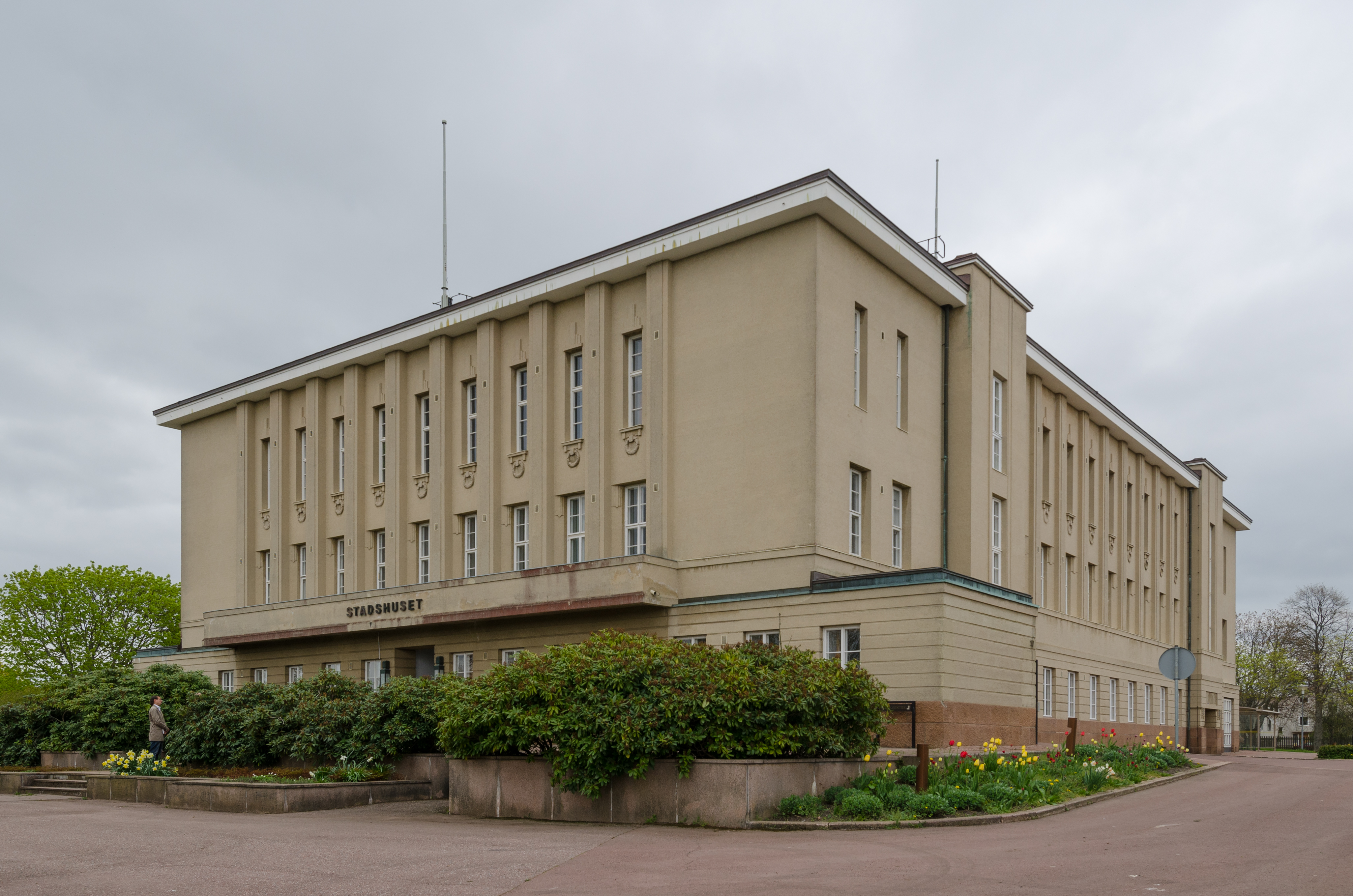
Ayuntamiento de Mariehamn (1939)
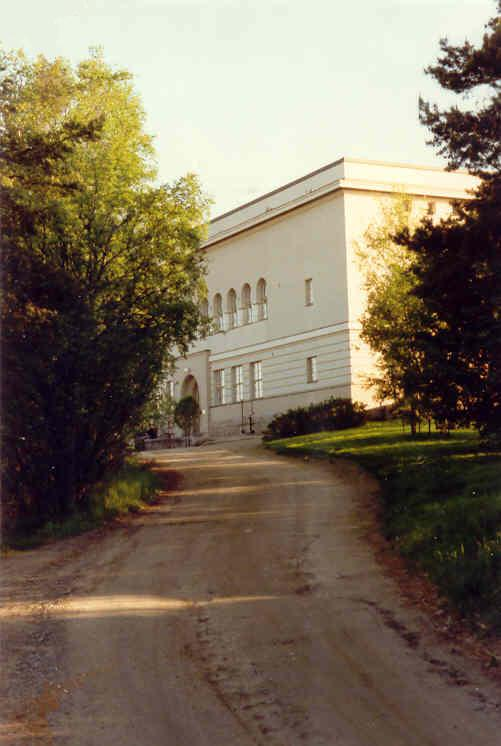
Escuela secundaria sueca de Kristiinankaupunki

Edificios residenciales
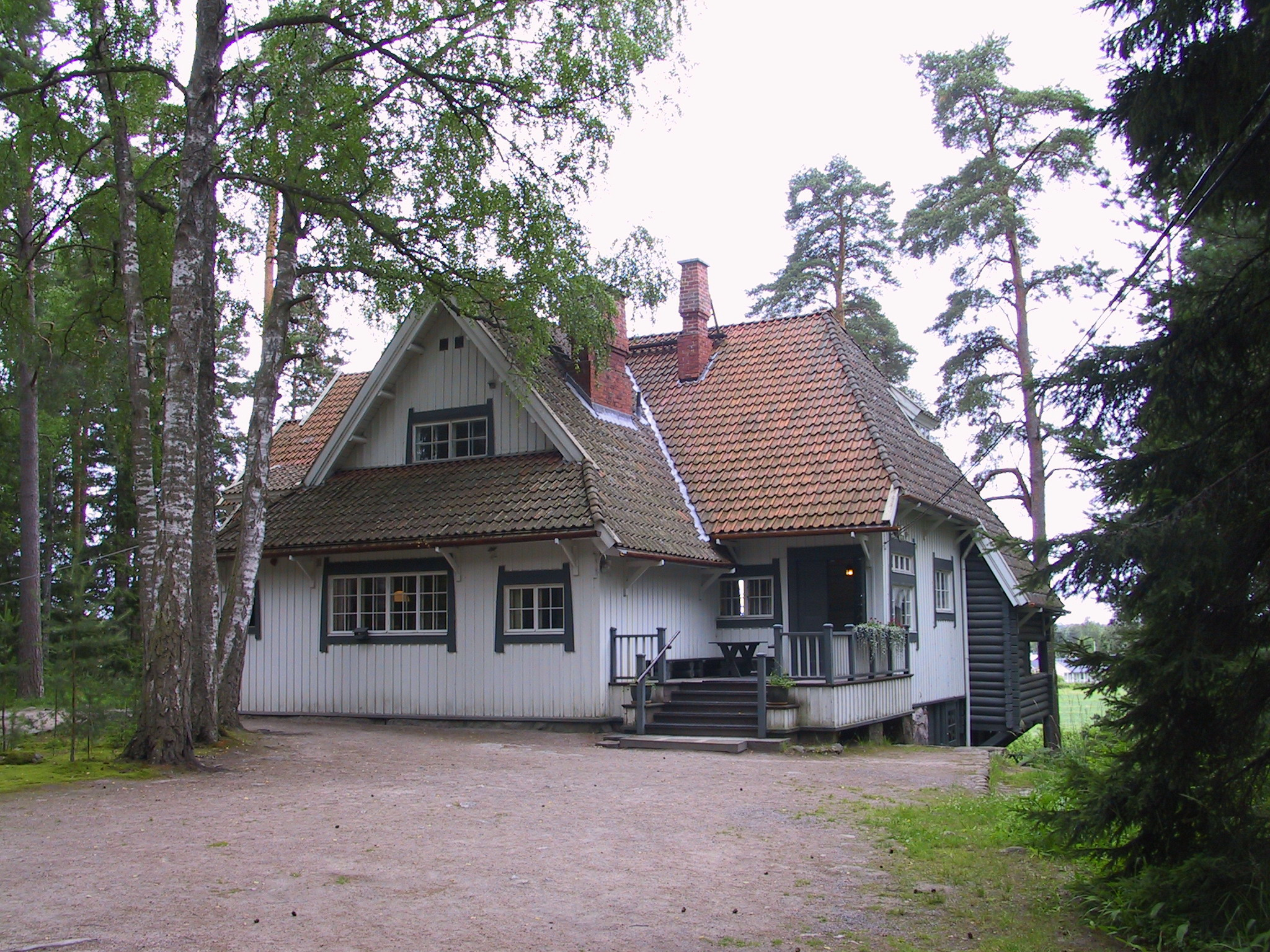
Ainola, casa familiar de Jean Sibelius (1904)
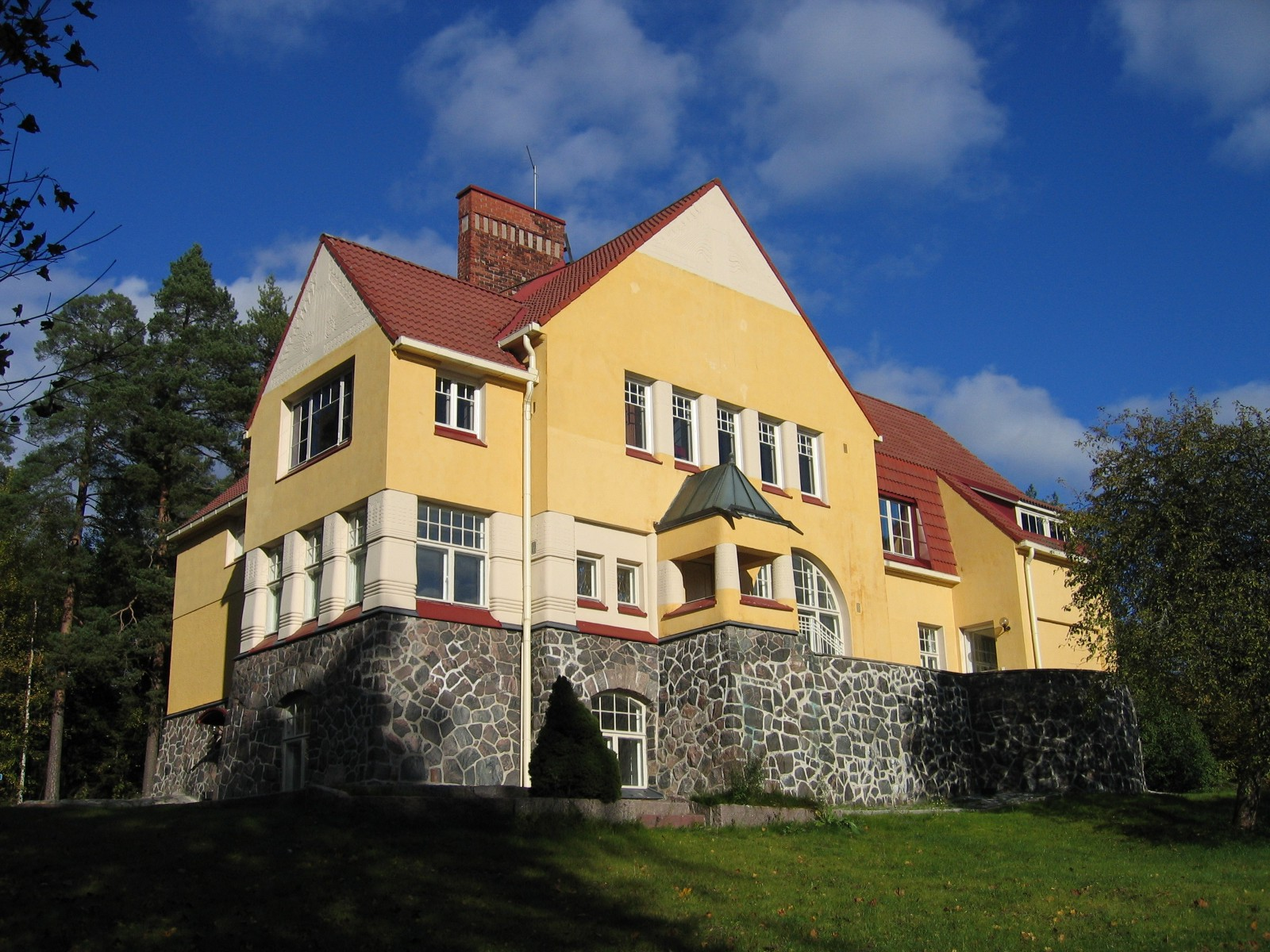
Villa Vallmogård, Kauniainen (1907)
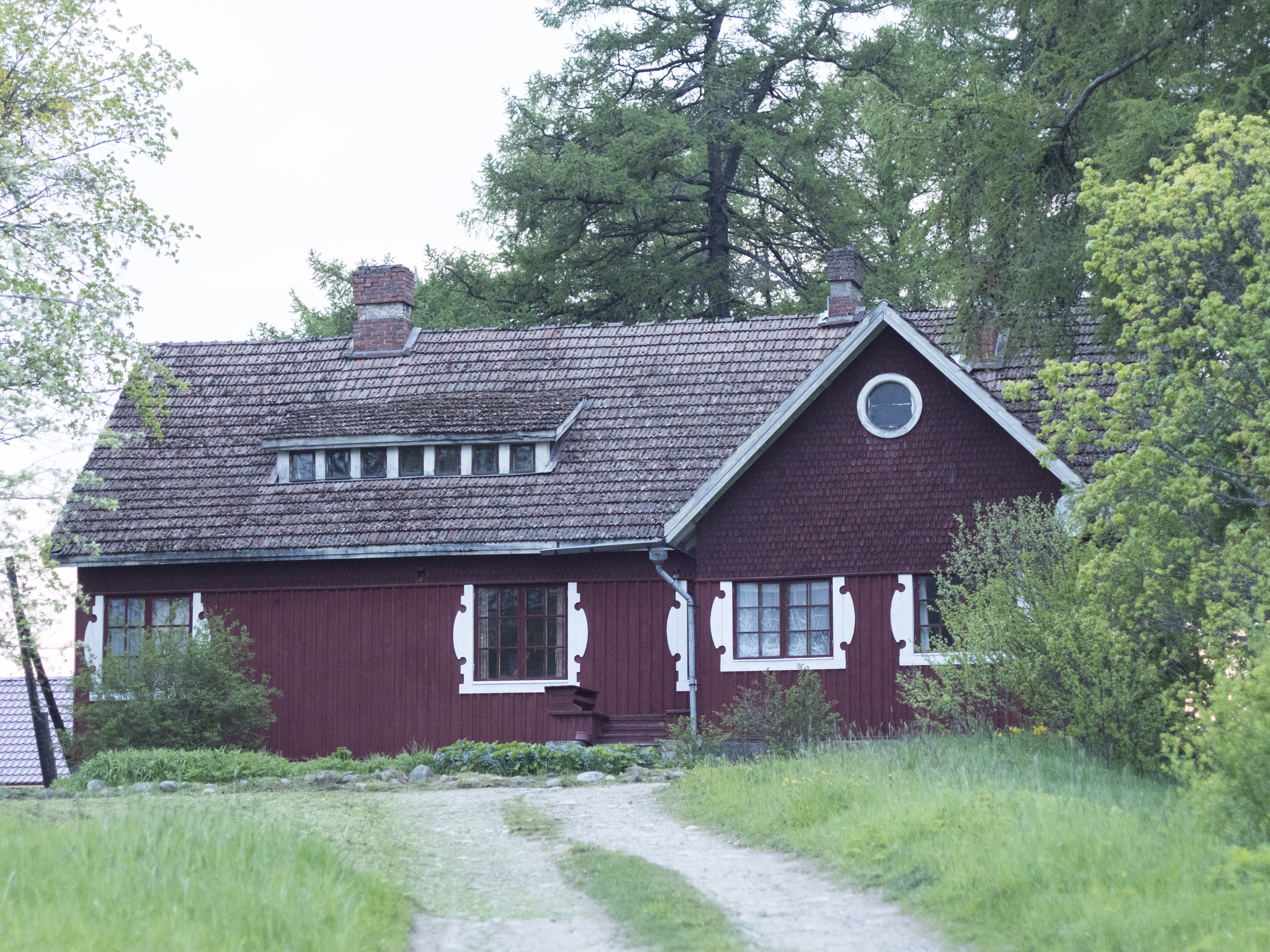
House drawn for the architect's cousin in Kurkijoki, Ladoga Karelia (1914)
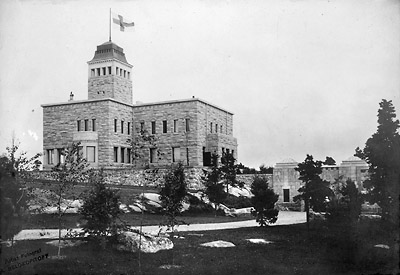
Kultaranta, residencia oficial de verano del presidente de Finlandia, Naantali (1920)
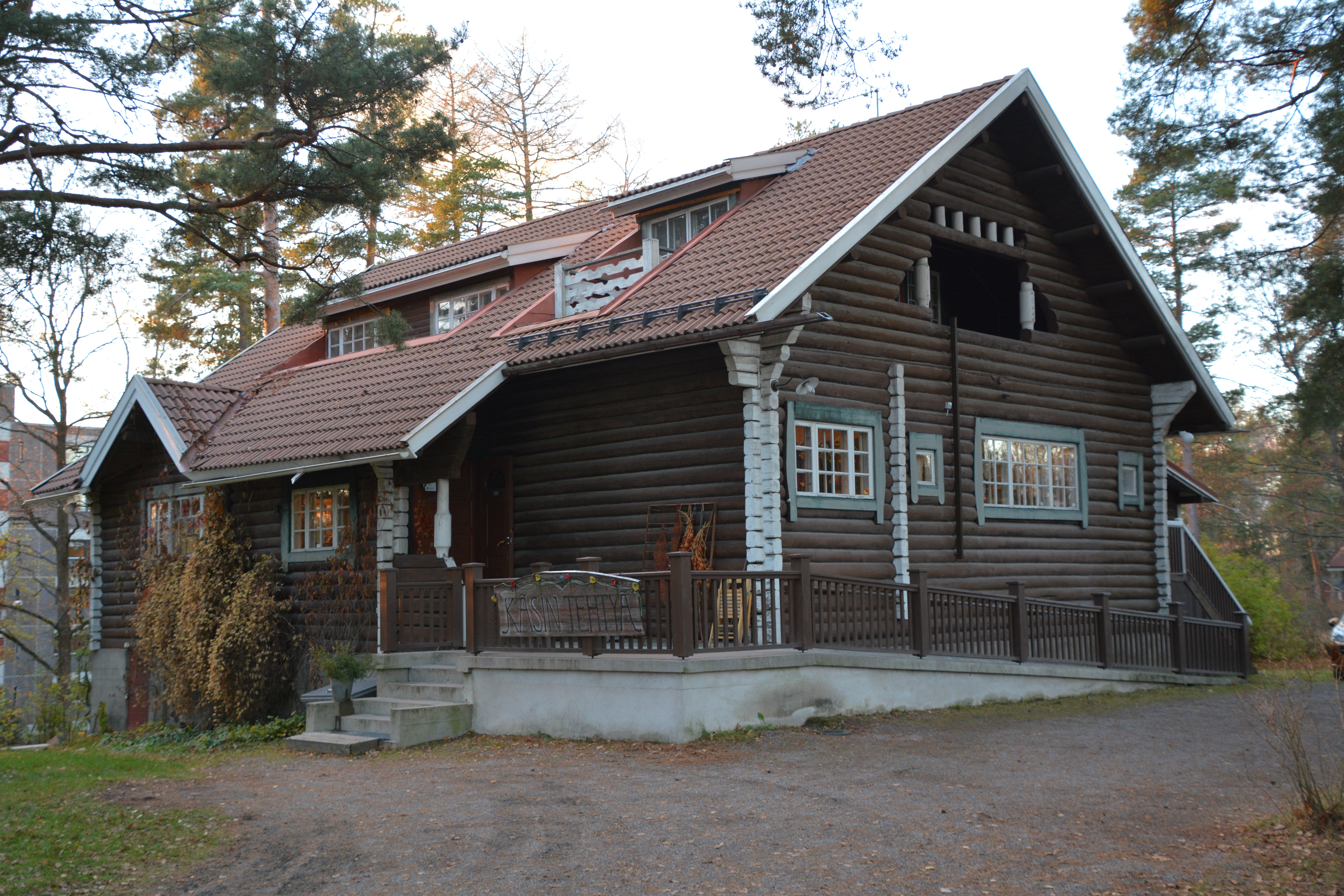
Villa Cooper en Träskända
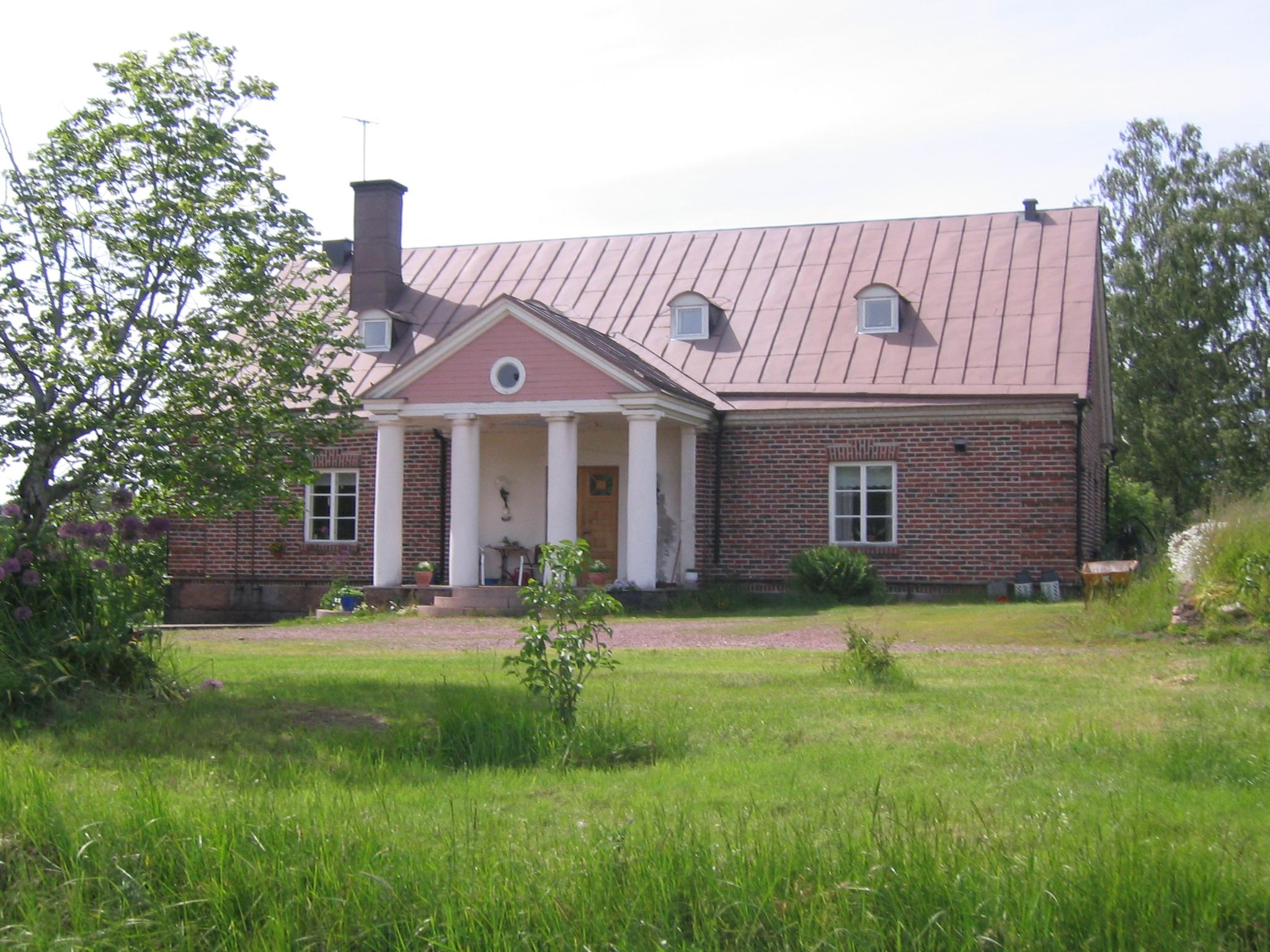
Nedergårds enRågetsböle (Åland), desde 1926 es una de las villas clasicistas de Sonck